# Chochoniów
 Chochoniów (ukr. Хохонів) – wieś na Ukrainie, w  obwodzie iwanofrankiwskim, w rejonie halickim. 
Przed II wojną światową położona w powiecie rohatyńskim województwa stanisławowskiego II Rzeczypospolitej.
W 1931 r. wieś liczyła 1145 mieszkańców, wśród których zdecydowani przeważali Ukraińcy. W latach 1943–1944 z rąk nacjonalistów ukraińskich z OUN - UPA zginęło 80 Polaków. 